# Йиндржих III из Швамберка
Йиндржих III Старший из Швамберка и на Звикове (чеш. Jindřich III. starší ze Švamberka a na Zvíkově; 25 октября 1507 — 19 января 1574, Звиков) — средневековый чешский аристократ из звиковской ветви дворянского рода Швамберков, высочайший судья королевского придворного суда (1544—1550), гетман Бехиньского края (1540—1551), гетман Прахеньского края (с 1552 года).

## Происхождение и молодые годы
Йиндржих III Старший из Швамберка родился 25 октября 1507 года в семье звиковского пана Криштофа I из Швамберка (ум. 1534) и его первой жены Магдалены из Шельмберка. Йиндржих был их вторым ребёнком, но его старшая сестра Йоганка умерла в раннем детстве. Отличавшаяся слабым здоровьем мать Йиндржиха умерла вскоре после его рождения — 9 апреля 1508 года. Йиржи Янский, автор фундаментального исследования по истории рода панов из Швамберка, выдвинул версию, согласно которой Магдалена из Шельмберка умерла в результате убийства, организованного её мужем Криштофом из Швамберка, ярым католиком, недовольным протестантскими религиозными взглядами жены.
Через три года после смерти первой жены Криштоф I из Швамберка женился на Анежке Бездружицкой из Коловрат, вдове Вацлава Швиговского из Ризмберка, которая и занималась воспитанием его сына Йиндржиха. Во втором браке родились пятеро сыновей — единокровных братьев Йиндржиха: Ян, Богуслав, Ратмир, Вацлав и Зденек. Получив начальное образование в Звикове, достигший совершеннолетия Йиндржих был направлен отцом на службу ко двору баварского герцога Вильгельма IV, а в 1529 году — ко двору курфюрста Саксонии.

## На королевской службе
Йиндржих III из Швамберка был сторонником католической прогабсбургской партии. В мае 1534 года король назначил его заседателем в состав Высочайшего земского суда, вероятно, вместо умершего незадолго до этого отца Йиндржиха. Начиная с 1535 года Йиндржих регулярно участвовал в заседаниях чешских земских сеймов, а в 1540 году совместно с Яном Лесковцем из Лесковце занял должность гетмана Бехиньского края. Главной задачей Йиндржиха из Швамберка в должности гетмана стало обеспечение сбора в Бехиньском крае налога, установленного для финансирования подготовки к войне с Османской империей.
В 1541 году Йиндржих III из Швамберка был включен в состав государственной комиссии по восстановлению земских досок, сгоревших во время пожара в Праге, что стало проявлением большой степени доверия к нему со стороны короля Фердинанда I Габсбургского. В 1544 году он был назначен королём на должность высочайшего придворного судьи, которую занимал до 1550 года.
В конце марта 1552 года король назначил Йиндржиха гетманом Прахеньского края, на должность гетмана Бехиньского края вместо Йиндржиха ещё в 1551 году был назначен его брат Вацлав из Швамберка

## Управление имениями
При разделе отцовских владений 23 июля 1540 года Йиндржих получил Звиковское панство и имение Кестршани, однако вскоре обменял Звиков у своего брата Ратмира на замок Бехине, куда и переселился со своим двором. После смерти Ратмира в 1546 году замок Звиков вернулся во владение Йиндржиха. Он переехал в Звиков, а Бехине перешёл во владение другого его брата Вацлава.
Унаследовав Звиков, Йиндржих в 1550 году развернул масштабные работы по ренессансной перестройке замка, которые продолжались до конца его жизни и коснулись всего замкового ареала. Именно в результате этой реконструкции замок приобрёл свой нынешний вид. Первые строительные работы на Звикове Йиндржих начал ещё в 1540 году, когда им были обновлены крыши замковых строений. В 1549 году Йиндржих с согласия земского сейма получил от короля Фердинанда 1 000 коп чешских грошей для поддержания Звикова в нормальном состоянии, а в 1561 году — ещё 500 (фактически, король просто прибавил эти суммы к своему долгу, обеспеченному залогом Звиковского панства).
В Бехине Йиндржих Старший в 1559 году начал строить новый госпиталь для бедных и после того как в 1569 году Бехиньское панство перешло к его шурину Петру Воку из Рожмберка, с которым Йиндржих находился в близких дружеских отношениях, упросил его проследить за окончанием строительства.

## Частная жизнь
Йиндржих III из Швамберка был женат дважды. Его первой женой, брак с которой в 1533 году организовал его отец, была Катержина из Пернштейна, дочь моравского земского гетмана Яна IV Богатого из Пернштейна, одного из богатейших сановников королевства. Катержина умерла 15 октября 1552 году, их брак с Йиндржихом оказался бездетным. В феврале 1554 года Йиндржих женился на Альжбете (Элишке) из Рожмберка, сестре последних панов из Рожмберка, Вилема и Петра Вока. Второй брак Йиндржиха Старшего также оказался бездетным.
Йиндржих III умер 19 января 1574 года в замке Звиков в присутствии своей жены Элишки и шурина Петра Вока из Рожмберка. Тело Йиндржиха Старшего было перевезено в замок Бехине, где и похоронено. Поскольку Йиндржих не имел собственных детей, все свои владения он завещал своему племяннику Криштофу II из Швамберка.